# Fédération d'Inde de basket-ball
La Fédération d'Inde de basket-ball est une association, fondée en 1936, chargée d'organiser, de diriger et de développer le basket-ball en Inde.

## Description
La Fédération représente le basket-ball auprès des pouvoirs publics ainsi qu'auprès des organismes sportifs nationaux et internationaux et, à ce titre, l'Inde dans les compétitions internationales. Elle défend également les intérêts moraux et matériels du basket-ball indien. Elle est affiliée à la FIBA depuis 1936, ainsi qu'à la FIBA Asie.
La Fédération organise également le championnat national.